# Arsin
Arsin er en stærkt giftig kemisk forbindelse af arsen og brint, som ved stuetemperatur og atmosfærisk tryk optræder som en farveløs gas. Stoffet har en lugt af hvidløg, som mærkes ved koncentrationer på 0,5 – 1 ppm.

## Tekniske anvendelser
- Arsin indgår som råstof i fremstillingen af flere organiske arsenforbindelser der bruges som kemiske kampstoffer.
- Indenfor elektronikken bruges arsin som "kilde" til grundstoffet arsen, som bruges til at dotere halvledere med.

## Sundhed og sygdom
Arsin er særdeles giftig og kan slå ihjel. Et tidligt symptom på at man er udsat for stoffet, er hovedpine. Kronisk forgiftning med stoffet kan være kræftfremkaldende.